# American Idol (mùa 1)
Mùa thi đầu tiên của chuỗi chương trình American Idol lên sóng ngày 11 tháng 6, 2002 (với tên gọi ban đầu: American Idol: The Search for a Superstar, tạm dịch: Thần tượng âm nhạc Mỹ: Đi tìm ngôi sao mới) với hai người dẫn chương trình: Ryan Seacrest và Brian Dunkleman. Người chiến thắng mùa thi đầu là Kelly Clarkson.
Thành phần hội đồng giám khảo được mời từ chương trình gốc Pop Idol, Anh gồm: Paula Abdul, Randy Jackson và Simon Cowell.

## Vòng thử giọng
Vòng thử giọng được tổ chức đầu năm 2002 tại các địa điểm:
- Thành phố New York, New York
- Los Angeles, California
- Chicago
- Dallas,
- Miami, Florida
- Atlanta, Georgia
- và Seattle.

## Vòng trong

### Bán kết 1
- Tamyra Gray - "And I Am Telling You I'm Not Going", Jennifer Holliday
- Jim Verraros - "When I Fall in Love", Nat King Cole
- Adriel Herrera - "I'll Be", Edwin McCain
- Rodesia Eaves - "Daydream Believer", The Monkees
- Natalie Burge - "Crazy", Patsy Cline
- Brad Estrin - "Just Once", James Ingram
- Ryan Starr - "The Frim-Fram Sauce", Nat King Cole
- Justinn Waddell - "When a Man Loves a Woman", Percy Sledge
- Kelli Glover - "I Will Always Love You", Whitney Houston
- Christopher Aaron - "Still in Love", Brian McKnight

Được chọn vào tốp 10: Tamyra Gray, Ryan Starr và Jim Verraros'

### Bán kết 2
- Alexis Lopez - "I Will Survive", Gloria Gaynor
- Gil Sinuet - "Ribbon in the Sky", Stevie Wonder
- Angela J. Peel - "Run to You", Whitney Houston
- A. J. Gil - "All or Nothing", O-Town
- Tenia Taylor - "Greatest Love of All" (by Whitney Houston)
- Alexandra Bachelier - "Save the Best for Last", Vanessa Williams
- Jazmin Lowery - "You Put a Move on My Heart", Tamia
- Jamar - "Careless Whisper", Wham!
- Kelly Clarkson - "Respect", Aretha Franklin
- Justin Guarini - "Ribbon in the Sky", Stevie Wonder

Được chọn vào tốp 10: Justin Guarini, Kelly Clarkson và A.J. Gil'

### Bán kết 3
- R. J. Helton - "I'll Be There", The Jackson 5
- Kristin Holt - "Fallin'", Alicia Keys
- Mark Scott - "My Girl", The Temptations
- Nikki McKibbin - "Total Eclipse of the Heart", Bonnie Tyler
- Christopher Badano - "I Swear", All-4-One
- Melanie Sanders - "And I Am Telling You I'm Not Going", Jennifer Holliday
- EJay Day - "I'll Be", Edwin McCain
- Tanesha Ross - "Until You Come Back to Me (That's What I'm Gonna Do)", Aretha Franklin
- Khaleef Chiles - "My Cherie Amour", Stevie Wonder
- Christina Christian - "At Last", Etta James

Được chọn vào tốp 10: Christina Christian, Nikki McKibbin và EJay Day'

### Wild Card
- Kelli Glover - "How Am I Supposed to Live Without You", Laura Branigan
- Chris Aaron - "On Bended Knee", Boyz II Men
- Alexis Stone Lopez - "Saving All My Love for You", Whitney Houston
- R.J. Helton - "Lately", Stevie Wonder
- Angela J. Peel - "As We Lay", Shirley Murdock

Được chọn vào tốp 10: R.J. Helton'

### Tốp 10 (Motown)
- Ryan Starr - "If You Really Love Me", Stevie Wonder
- R.J. Helton - "I Can't Help Myself (Sugar Pie Honey Bunch)", The Four Tops
- Nikki McKibbin - "Ben", Michael Jackson
- EJay Day - "My Girl", The Temptations
- Tamyra Gray - "Touch Me in the Morning", Diana Ross
- Justin Guarini - "For Once in My Life", Stevie Wonder
- Jim Verraros - "Easy", The Commodores)
- Kelly Clarkson - "You're All I Need to Get By", Marvin Gaye và Tammi Terrell
- A.J. Gil - "My Cherie Amour", Stevie Wonder
- Christina Christian - "Ain't No Mountain High Enough", Marvin Gaye & Tammi Terrell

Không an toàn: Nikki McKibbin, Jim Verraros, EJay Day
Bị loại: EJay Day & Jim Verraros

### Tốp 8 (Những bài hát thập niên 1960)
- R.J. Helton - "Under the Boardwalk", The Drifters
- Tamyra Gray - "A Fool in Love", Ike & Tina Turner
- Nikki McKibbin - "Piece of My Heart", Janis Joplin
- A.J. Gil - "How Sweet It Is (To Be Loved, You)", Marvin Gaye
- Kelly Clarkson - "(You Make Me Feel Like) A Natural Woman", Aretha Franklin
- Christina Christian - "When a Man Loves a Woman", Percy Sledge
- Justin Guarini - "Sunny", Bobby Hebb
- Ryan Starr - "You Really Got Me", The Kinks
- Đêm công bố kết quả - "California Dreamin'", The Mamas & the Papas

Nhóm 3 không an toàn: Ryan Starr, A.J. Gil và Christina Christian
Nhóm 2 không an toàn: Ryan Starr và A.J. Gil
Bị loại: A.J. Gil

### Tốp 7 (Những bài hát thập niên 1970)
- Nikki McKibbin - "Heartbreaker", Pat Benatar
- Ryan Starr - "Last Dance", Donna Summer
- Christina Christian - "Ain't No Sunshine", Bill Withers
- Justin Guarini - "Someday We'll All Be Free", Donny Hathaway
- Kelly Clarkson - "Don't Play That Song (You Lied)", Aretha Franklin
- R.J. Helton - "Superstition", Stevie Wonder
- Tamyra Gray - "If I Were Your Woman", Gladys Knight & the Pips
- Đêm công bố kết quả - "Joy to the World", Three Dog Night

Nhóm 3 không an toàn: Nikki McKibbin, Ryan Starr và Justin Guarini
Nhóm 2 không an toàn: Ryan Starr và Justin Guarini
Bị loại: Ryan Starr

### Tốp 6 (Thể loại big band)
- Tamyra Gray - "Minnie the Moocher", Cab Calloway
- Justin Guarini - "Route 66", Nat King Cole
- Nikki McKibbin - "Hard-Hearted Hannah", Ella Fitzgerald
- Christina Christian - "The Glory of Love", Peggy Lee
- R.J. Helton - "I Won't Dance", Frank Sinatra
- Kelly Clarkson - "Stuff Like That There", Bette Midler
- Đêm công bố kết quả - "Bandstand Boogie", Barry Manilow

Nhóm 3 không an toàn: Nikki McKibbin, R.J. Helton, Christina Christian
Nhóm 2 không an toàn: R.J. Helton và Christina Christian
Bị loại: Christina Christian

### Tốp 5 (Tình khúc Burt Bacharach)
- Top 5 - "That's What Friends Are For", Dionne & Friends
- Kelly Clarkson - "Walk on By", Dionne Warwick
- R.J. Helton - "Arthur's Theme (Best That You Can Do)", Christopher Cross
- Tamyra Gray - "A House Is Not a Home", Luther Vandross
- Justin Guarini - "The Look of Love", Dusty Springfield
- Nikki McKibbin - "(There's) Always Something There to Remind Me", Naked Eyes
- Đêm công bố kết quả - Burt Bacharach medley

Nhóm 2 không an toàn: Nikki McKibbin và R.J. Helton
Bị loại: R.J. Helton

### Tốp 4 (Những bài hát thập niên 1980-1990)
- Tamyra Gray - "New Attitude", Patti LaBelle
- Nikki McKibbin - "Mary Jane", Alanis Morissette
- Kelly Clarkson - "It's Raining Men", The Weather Girls
- Justin Guarini - "Get Here", Oleta Adams
- Tamyra Gray - "Feel the Fire", Stephanie Mills
- Nikki McKibbin - "I'm the Only One", Melissa Etheridge
- Kelly Clarkson - "I Surrender", Celine Dion
- Justin Guarini - "P.Y.T. (Pretty Young Thing)", Michael Jackson
- Đêm công bố kết quả - Paula Abdul, Medley

Nhóm 2 không an toàn: Nikki McKibbin và Tamyra Gray
Bị loại: Tamyra Gray

### Tốp 3 (Những bài hát của giám khảo và thí sinh khác)
- Nikki McKibbin - "Edge of Seventeen", Stevie Nicks
- Justin Guarini - "Let's Stay Together", Al Green
- Kelly Clarkson - "Without You", Badfinger
- Nikki McKibbin - "Black Velvet", Alannah Myles
- Justin Guarini - "Don't Let the Sun Go Down on Me", Elton John
- Kelly Clarkson - "Think Twice", Celine Dion
- Đêm công bố kết quả - "Love Will Keep Us Together", Captain & Tennille

Bị loại: Nikki McKibbin

### Lễ đăng quang (Tốp 2)
- Justin Guarini - "Before Your Love"
- Kelly Clarkson - "A Moment Like This"
- Justin Guarini - "Get Here", Oleta Adams
- Kelly Clarkson - "Respect", Aretha Franklin
- Justin Guarini - "A Moment Like This"
- Kelly Clarkson - "Before Your Love"
- Đêm công bố kết quả - 60s Medley; Motown Medley; "It Takes Two", Marvin Gaye & Kim Weston; "Ain't No Mountain High Enough" do Kelly Clarkson và Will Young (chiến thắng Pop Idol, Anh) trình bày.

Chiến thắng: Kelly Clarkson
Về nhì: Justin Guarini

## Hai người chiến thắng
Một chương trình truyền hình đặc biệt với sự góp mặt của tốp 32 được phát sóng ngay sau đó, cùng chuyến lưu diễn vòng quanh 40 thành phố lớn và bộ phim của Hollywood mang tên From Justin to Kelly. Kể từ khi giành được danh hiệu, Kelly Clarkson đã liên tiếp giành được nhiều giải thưởng lớn trong ngành công nghiệp ghi âm: album bạch kim, một chuỗi các đĩa đơn nằm trong Top 10 hit (2 đĩa đơn vàng, 5 đĩa đơn bạch kim), và 2 giải Grammy.

## Thứ tự bị loại
| Không tham gia | Tốp 30 | Wild Card | Tốp 10 |

| Vòng:     | Vòng:               | Bán kết   | Bán kết   | Bán kết   | Wild Card | Chung kết | Chung kết | Chung kết | Chung kết | Chung kết | Chung kết | Chung kết | Chung kết   | Chung kết | Chung kết | Chung kết |
| Tuần thi: | Tuần thi:           | 12/06     | 19/06     | 26/06     | 03/07     | 17/07     | 24/07     | 31/07     | 07/08     | 14/08     | 21/08     | 28/08     | 04/09       |           |           |           |
| STT       | Thí sinh            | Kết quả   | Kết quả   | Kết quả   | Kết quả   | Kết quả   | Kết quả   | Kết quả   | Kết quả   | Kết quả   | Kết quả   | Kết quả   | Kết quả     | Kết quả   | Kết quả   |           |
| 1         | Kelly Clarkson      |           | Tốp 10    |           |           |           |           |           |           |           |           |           | Chiến thắng |           |           |           |
| 2         | Justin Guarini      |           | Tốp 10    |           |           |           |           | At 2      |           |           |           |           | Về nhì      |           |           |           |
| 3         | Nikki McKibbin      |           |           | Tốp 10    |           | At 1      |           | At 1      | At 1      | At 1      | At 1      | Loại      |             |           |           |           |
| 4         | Tamyra Gray         | Tốp 10    |           |           |           |           |           |           |           |           | Loại      |           |             |           |           |           |
| 5         | RJ Helton           |           |           | Wild Card | Tốp 10    |           |           |           | At 2      | Loại      |           |           |             |           |           |           |
| 6         | Christina Cristian  |           |           | Tốp 10    |           |           | At 1      |           | Loại      |           |           |           |             |           |           |           |
| 7         | Ryan Starr          | Tốp 10    |           |           |           |           | At 2      | Loại      |           |           |           |           |             |           |           |           |
| 8         | A.J. Gil            |           | Tốp 10    |           |           |           | Loại      |           |           |           |           |           |             |           |           |           |
| 9-10      | Jim Verraros        | Tốp 10    |           |           |           | Loại      |           |           |           |           |           |           |             |           |           |           |
| 9-10      | EJay Day            |           |           | Tốp 10    |           | Loại      |           |           |           |           |           |           |             |           |           |           |
| Wild Card | Chris Aaron         | Wild Card |           |           | Loại      |           |           |           |           |           |           |           |             |           |           |           |
| Wild Card | Kelli Glover        | Wild Card |           |           | Loại      |           |           |           |           |           |           |           |             |           |           |           |
| Wild Card | Alexis Lopez        |           | Wild Card |           | Loại      |           |           |           |           |           |           |           |             |           |           |           |
| Wild Card | Angela J. Peel      |           | Wild Card |           | Loại      |           |           |           |           |           |           |           |             |           |           |           |
| Bán kết 3 | Christopher Badano  |           |           | Loại      |           |           |           |           |           |           |           |           |             |           |           |           |
| Bán kết 3 | Khaleef Chiles      |           |           | Loại      |           |           |           |           |           |           |           |           |             |           |           |           |
| Bán kết 3 | Kristin Holt        |           |           | Loại      |           |           |           |           |           |           |           |           |             |           |           |           |
| Bán kết 3 | Melanie Sanders     |           |           | Loại      |           |           |           |           |           |           |           |           |             |           |           |           |
| Bán kết 3 | Mark Scott          |           |           | Loại      |           |           |           |           |           |           |           |           |             |           |           |           |
| Bán kết 3 | Tanesha Ross        |           |           | Loại      |           |           |           |           |           |           |           |           |             |           |           |           |
| Bán kết 2 | Alexandra Bachelier |           | Loại      |           |           |           |           |           |           |           |           |           |             |           |           |           |
| Bán kết 2 | Jamar               |           | Loại      |           |           |           |           |           |           |           |           |           |             |           |           |           |
| Bán kết 2 | Jazmin Lowery       |           | Loại      |           |           |           |           |           |           |           |           |           |             |           |           |           |
| Bán kết 2 | Gil Sinuet          |           | Loại      |           |           |           |           |           |           |           |           |           |             |           |           |           |
| Bán kết 2 | Tenia Taylor        |           | Loại      |           |           |           |           |           |           |           |           |           |             |           |           |           |
| Bán kết 1 | Natalie Burge       | Loại      |           |           |           |           |           |           |           |           |           |           |             |           |           |           |
| Bán kết 1 | Rodesia Eaves       | Loại      |           |           |           |           |           |           |           |           |           |           |             |           |           |           |
| Bán kết 1 | Brad Estrin         | Loại      |           |           |           |           |           |           |           |           |           |           |             |           |           |           |
| Bán kết 1 | Adriel Herrera      | Loại      |           |           |           |           |           |           |           |           |           |           |             |           |           |           |
| Bán kết 1 | Justinn Waddell     | Loại      |           |           |           |           |           |           |           |           |           |           |             |           |           |           |

## Phiên bản biên tập lại
Các tập phim mùa 1 đang được biên tập lại và trình chíếu với tên gọi "American Idol Rewind". Những tập phim này bao gồm phần bình luận của các cựu thí sinh trong tốp 30: Justin Guarini, Jim Verraros, Christina Christian, Angela Peel và Kelli Glover. Phiên bản này còn bổ sung những cảnh quay hậu trường và phần thi của Kelly Clarkson từ lúc bắt đầu thử giọng đến khi đăng quang.

## Ra mắt đĩa đơn và album

### Chính
- American Idol: Greatest Moments (album tổng hợp)
- "A Moment Like This" (đĩa đơn của Kelly Clarkson)
- Thankful (album Kelly Clarkson)
- Justin Guarini (album Justin Guarini)
- "Miss Independent" (đĩa đơn của Kelly Clarkson)
- "Low" (đĩa đơn của Kelly Clarkson)
- "The Trouble with Love Is" (đĩa đơn của Kelly Clarkson)
- "Breakaway" (đĩa đơn của Kelly Clarkson)
- "Raindrops Will Fall" (đĩa đơn của Tamyra Gray)
- The Dreamer (album Tamyra Gray)
- "Since U Been Gone" (đĩa đơn của Kelly Clarkson)
- Breakaway (album Kelly Clarkson)
- "Behind These Hazel Eyes" (đĩa đơn của Kelly Clarkson)
- "Because of You" (đĩa đơn của Kelly Clarkson)
- "Walk Away" (đĩa đơn của Kelly Clarkson)
- "Never Again" (đĩa đơn của Kelly Clarkson))
- "Sober" (đĩa đơn của Kelly Clarkson)
- My December (album Kelly Clarkson)
- "Don't Waste Your Time" (Đĩa đơn của Kelly Clarkson)
- "One Minute" (Đĩa đơn của Kelly Clarkson)
- "My Life Would Suck Without You" (Đĩa đơn của Kelly Clarkson)

### Khác
(Danh sách này không bao gồm các đĩa đơn/album tung ra trước kì thi)
- Unsaid và Understood (Jim Verraros, album, 2003)
- Real Life (RJ Helton, album, 2004)
- "My Religion" (Ryan Starr, đĩa đơn, 2004)
- Human Again (Adriel Herrera, album)
- Rollercoaster (Jim Verraros, album, 2005)
- Stranger Things Have Happened (Justin Guarini, album, 2005)
- "To Be with You" (Nikki McKibbin, đĩa đơn, 2006)
- "The Lie" (Nikki McKibbin, đĩa đơn, 2006)
- Voyces United for UNHCR (Brad Estrin, album, 2006)
- Unleashed (Nikki McKibbin, album, 2007)

Nguồn: Idolsmusic.com Lưu trữ ngày 27 tháng 2 năm 2006 tại Wayback Machine